# Valle de Zamanzas
Valle de Zamanzas ist eine spanische Gemeinde (municipio) in der Provinz Burgos der Autonomen Gemeinschaft Kastilien und León mit 45 Einwohnern (Stand: 2024). Die Gemeindeverwaltung befindet sich in Gallejones.

## Lage
Valle de Zamanzas liegt etwa 60 Kilometer nördlich der Provinzhauptstadt Burgos im Parque Natural Hoces del Alto Ebro y Rudrón. Der Ebro begrenzt die Gemeinde im Osten.

## Dörfer und Weiler der Gemeinde
- Ailanes (auch: Aylanes)
- Barrio la Cuesta
- Báscones
- Gallejones
- Robredo
- Villanueva Rampalay

## Bevölkerungsentwicklung
| Jahr      | 1970 | 1981 | 1991 | 2001 | 2011 | 2021 |
| Einwohner | 67   | 34   | 48   | 79   | 70   | 50   |

## Sehenswürdigkeiten
- Kirche San Mamés in Gallejones
- Kirche San Cristóbal Mártir und Einsiedelei in Ailanes
- Michaeliskirche (Iglesia de San Miguel) in Villanueva Rampalay
- Petruskirche (Iglesia de San Pedro Apostól) in Robredo
- alte Steinbrücke über den Ebro

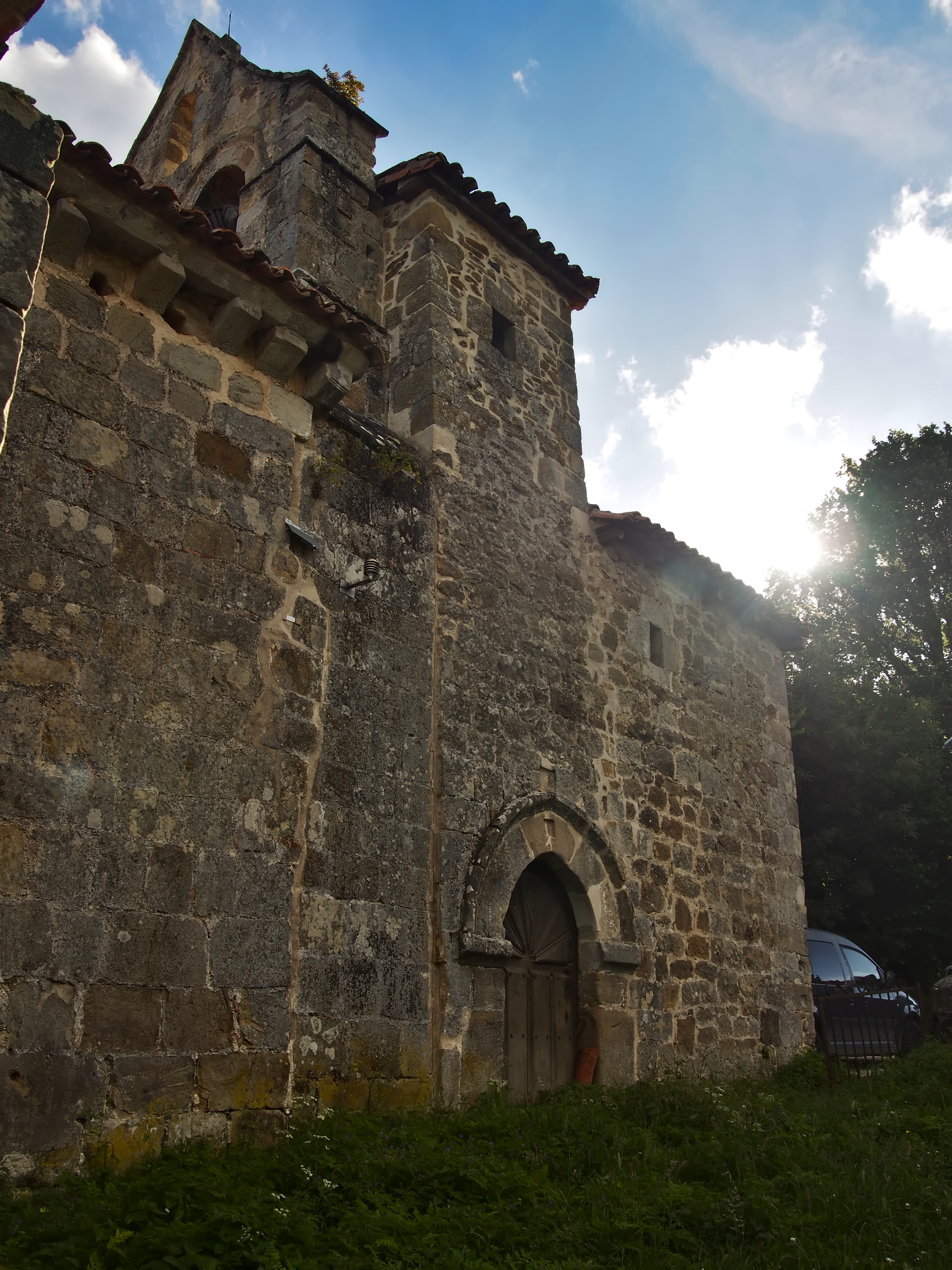
Kirche San Cristóbal Mártir
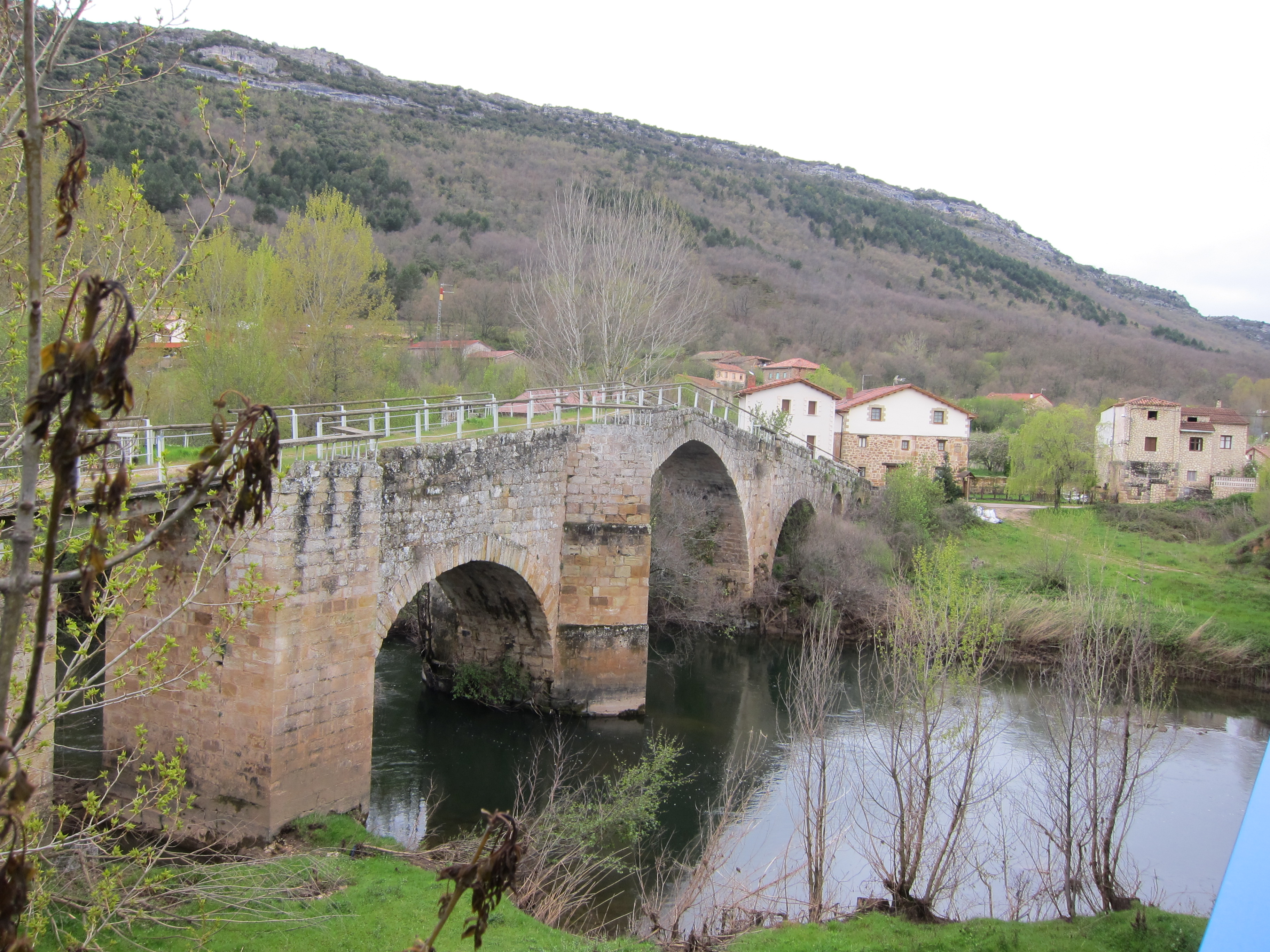
Steinbrücke